# Con "W" de Wolframio
Con “W” de Wolframio es una historieta de Mortadelo y Filemón (personajes creados por el historietista Francisco Ibáñez) desarrollada por un grupo de más de 60 fanes de la pareja detectivesca y publicada en formato digital en enero de 2016. 

## Trayectoria editorial
La historieta fue creada entre julio de 2014 y diciembre de 2015, y publicada en formato digital, en enero de 2016. Esta historieta tiene la particularidad de haber sido desarrollada por más de medio centenar de personas cuya vinculación con Mortadelo y Filemón es la de ser fanes de la pareja de detectives. Por su parte, la única condición que dictaminó Ediciones B, que comparte con Francisco Ibáñez la propiedad de los derechos de los personajes, fue que no hubiera lucro por parte del dibujante (Jordi David Redó). Este decidió donar las páginas a los aficionados a condición de que le encargasen algún otro dibujo (caricaturas de los mecenas, principalmente). La historieta fue guionizada por este grupo de mecenas e ilustrada por Jordi David Redó, antiguo dibujante de Bruguera, que ilustró centenares de historietas apócrifas de Mortadelo y Filemón desde 1973, entre las que destaca La historia del dinero (1980). El coloreado de la historieta estuvo a cargo de uno de los mecenas, Alfredo Sánchez, que contó con ayuda de varios colaboradores. Otras dos versiones de la portada fueron coloreadas por la ilustradora Eva Richarte. La historieta sólo ha sido publicada en formato digital, descargable desde la página no oficial de Mortadelo y Filemón en formato PDF (imprimible). Las diferentes versiones de portadas emularon con nostalgia a las colecciones Olé y Magos del Humor.

## Sinopsis
Un antiguo enemigo de Mortadelo y Filemón, Wolframio, perseguido por la pareja detectivesca en 1958, ha regresado. Tras hacerse con una gran cantidad de Franquinio-97, un elemento altamente radioactivo, se ha propuesto hacerse amo y señor del planeta. Mortadelo y Filemón tendrán que viajar a Enania, capital de los Países Bajitos, para detenerlo antes de que pueda llevar a cabo su objetivo.

## Elementos novedosos de la historieta
En esta historieta destacan varios factores totalmente originales que no se habían visto en otras historietas anteriores:
- La historieta comienza con una pesadilla de Mortadelo en formato "flashback". La pesadilla está ambientada en 1958, cuando los agentes aún trabajaban en la "Agencia de Información", y muestra a MyF con el aspecto físico y vestimenta de las primeras historietas cortas de la serie. En la pesadilla, desarrollada a modo de persecución tras el villano, se explica el motivo por el que el “Súper” Vicente se plantearía, años más tarde, la idea de contratar a la pareja de agentes.
- En la historieta Mortadelo hace uso de numerosos disfraces jamás vistos en ninguna otra historieta, como es el caso de aquellos que hacen referencia a Los Cuatro Fantásticos, Han Solo, el Inspector Gadget o a Son Goku.
- La historieta también hace gala de una gran cantidad de cameos, ya sean de personajes reales (tales como Chiquito de la Calzada o los propios mecenas) como ficticios (de cómics y de animación). En este último caso hay que destacar la presencia tanto de numerosos personajes creados por Ibáñez (Rompetechos, Pepe Gotera y Otilio, Don Pedrito...) como de personajes creados por otros autores (Tintín, Ortega y Pacheco, Mudito, el enanito de Blancanieves de The Walt Disney Company, o incluso Olaf de la película Frozen). También hacen su aparición Ocarino y Pernales, agentes especiales, cuyo nombre procede de una de las cuatro propuestas que Ibáñez presentó a Bruguera en 1958 como título para una nueva serie de agentes secretos ("Mortadelo y Filemón, agencia de Información" terminó siendo la opción elegida por la editorial).[1]